# Holiness Church of Christ
Holiness Church of Christ, amerikanskt metodistiskt trossamfund bildat 1904 genom samgående mellan New Testament Church of Christ och the Independent Holiness Church.
1908 hade the Holiness Church of Christ församlingar från New Mexico till Georgia. I oktober samma år valde samfundet att gå upp i the Pentecostal Church of the Nazarene.